# 澳門香格里拉大酒店
澳門香格里拉大酒店（The Shangri-La Hotel Macau），位於路氹城塡海區金光大道地段，是路氹金光大道中一個與威尼斯人(澳門)股份有限公司合作的五星级酒店發展項目。酒店將會與澳門商貿酒店於同一座酒店大樓，大樓高39層，香格里拉酒店將佔有其中500間客房，而商貿酒店的客房數則多達1000間；大樓附設有一家娛樂場、表演大廳和大型購物商場，但除酒店部分是由香格里拉酒店集團管理外，其他部分則由威尼斯人(澳門)負責管理,可惜項目已擱置。原來計劃的位置變成Conrad Macao.

2008年11月，美國金沙集團向美國證監會提交文件，表示擱置澳門香格里拉酒店及喜來登酒店項目。
2010年8月，香格里拉酒店集團網頁更新開業日期為2011年下半年。
2011年3月24日金沙中國已終止與香格里拉的澳門酒店管理協議。

## 施工過程

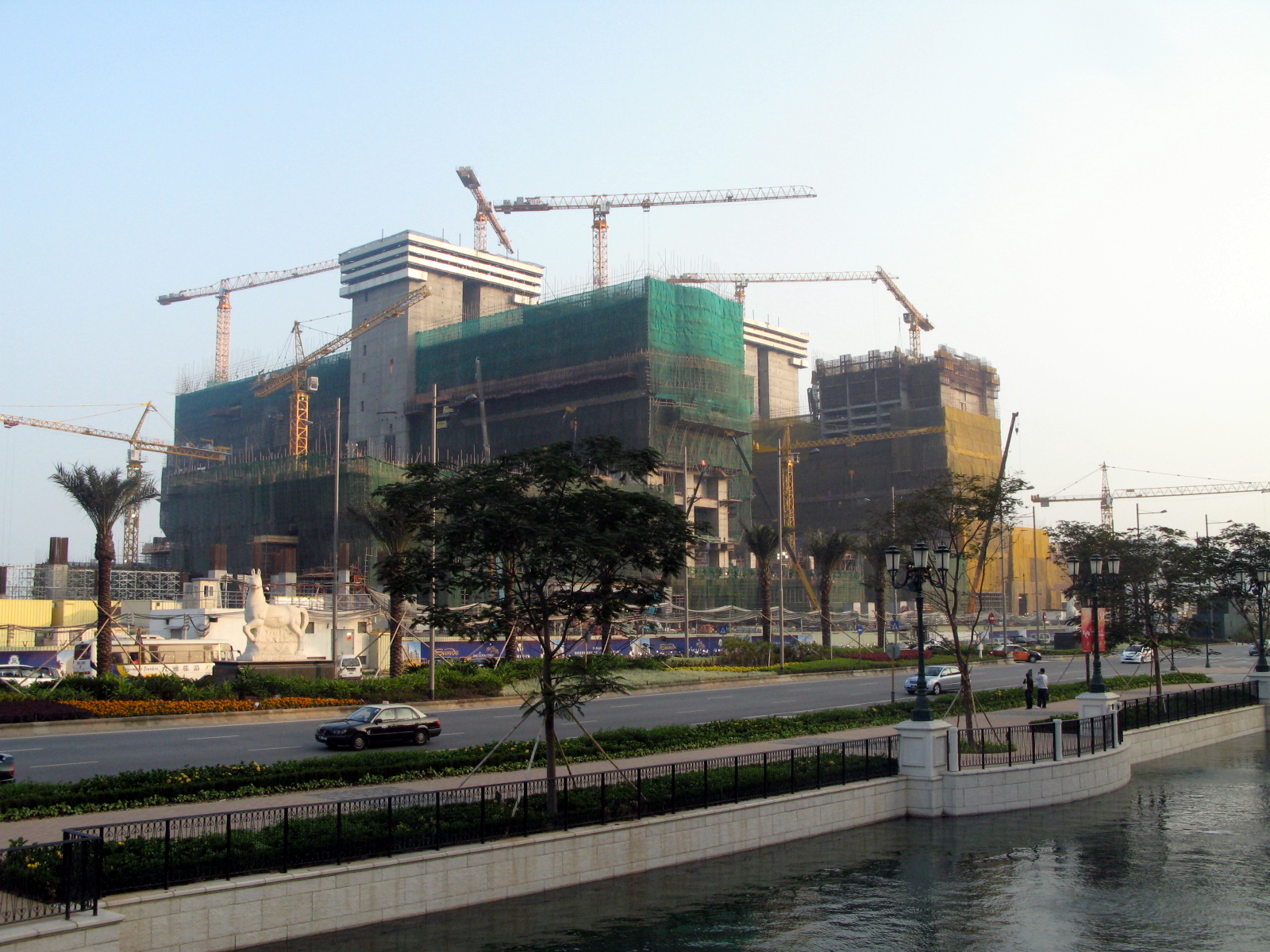
興建中的澳門香格里拉大酒店（2007年12月）
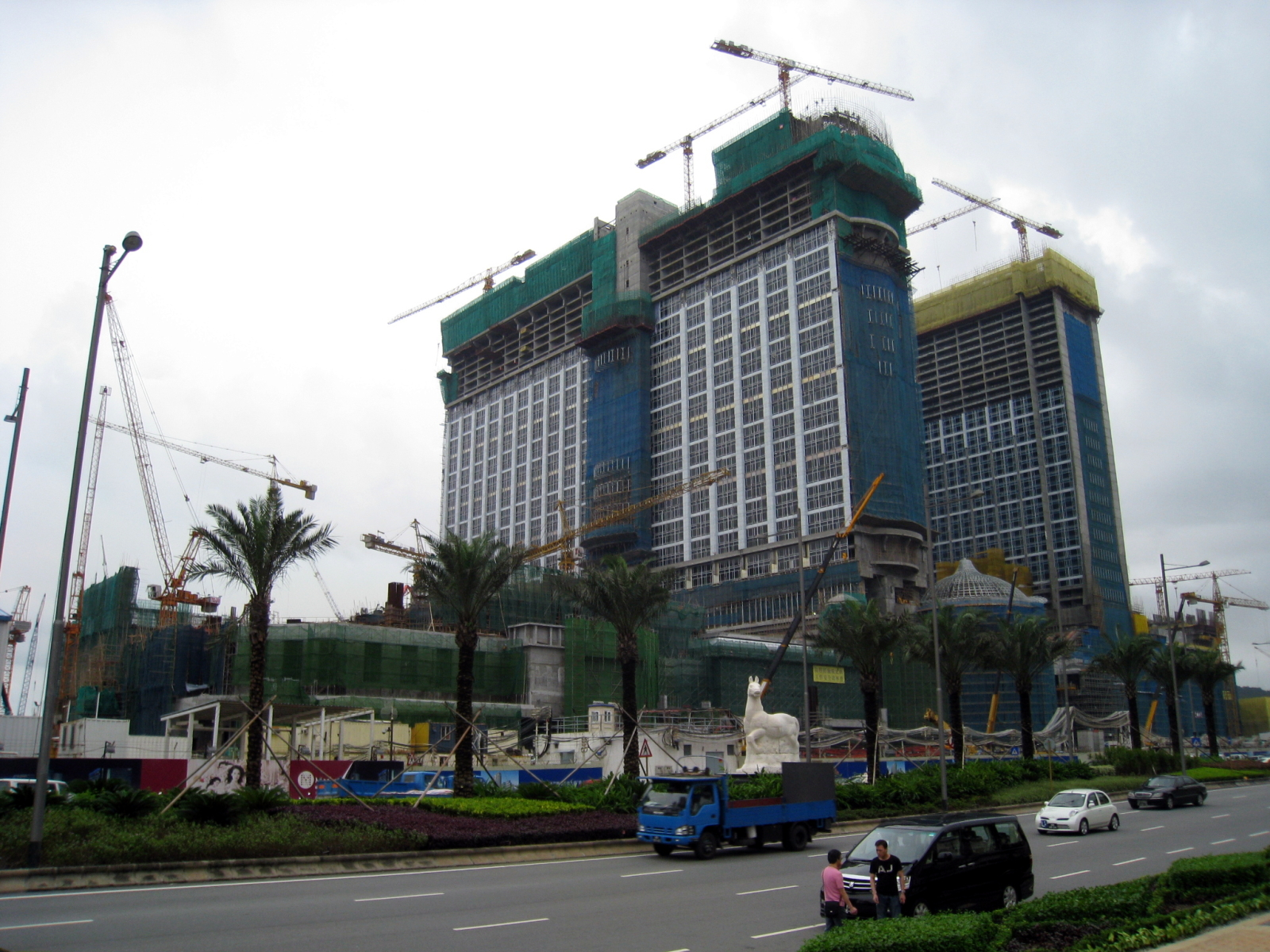
興建中的澳門香格里拉大酒店（2008年6月）

## 鄰近建築／景點
| 景點 - 路環小型賽車場 - 澳門賽馬會 - 澳門國際遊艇俱樂部 旅館或商業項目 - 皇庭海景酒店 - 澳門葡京人 | 建設 - 路氹國際體育綜合體 - 澳門東亞運動會體育館 （澳門蛋） - 保齡球中心 - 網球學校 - 國際射擊中心 - 澳門戶外表演區 - 澳門科技大學 - 科大醫院 - 蓮花大橋 - 東方高爾夫球會 - 離島醫院綜合體北京協和醫院澳門醫學中心 - 駕駛學習暨考試中心 - 澳門鏡湖護理學院 | 「路氹金光大道™」商標項目 - 澳門威尼斯人度假村酒店 - 金光綜藝館 - 澳門百利宮 - 四季酒店 - 百利沙娛樂場 - 四季·名店 - 澳門倫敦人 - 康萊德酒店 - 倫敦人酒店 - 倫敦人名匯 - 瑞吉酒店 - 澳門巴黎人 - 巴黎人酒店 | 路氹城其他大型項目 - 新濠天地 - 頤居 - 迎尚酒店 - 君悅酒店 - 摩珀斯酒店 - 新濠大道 - 澳門銀河 - 澳門銀河酒店 - 澳門大倉酒店 - 澳門悅榕庄酒店 - 澳門JW萬豪酒店 - 澳門麗思卡爾頓酒店 - 澳門百老匯 - 萊佛士酒店 - 安達仕酒店 - 澳門嘉佩樂酒店 - 新濠影滙 - 新濠影滙酒店 - 澳門W酒店 - 永利皇宫 - 永利皇宮酒店 - 美獅美高梅 - 上葡京 |

## 外部連結
1. ↑  .   [2008-11-11]. （原始内容存档于2019-07-01）.
2. ↑  .   [2011-03-12]. （原始内容存档于2011-02-18）.